# Coppa dell'Amicizia italo-francese 1961
La Coppa dell'Amicizia italo-francese 1961 è stata la 3ª edizione dell'omonima competizione calcistica europea.

## Formula
Il torneo, giocato secondo la formula di partite di andata e ritorno, vide la partecipazione di dieci squadre di club per nazione (cinque di prima e cinque di seconda divisione) club francesi ed italiane addetti. Ai fini della classifica finale, i loro risultati e punteggi vennero accorpati per nazionalità, in modo da stilare un'unica classifica basata sulla Lega d'appartenenza.
Le partite di andata si giocarono il 11 giugno, mentre quelle di ritorno vennero disputate il 18 giugno. In virtù dei punti ottenuti dalle compagini italiane, l'Italia vinse per la terza volta l'edizione del torneo.

## Incontri
| Squadra 1     | Squadra 2         | andata | ritorno |
| ------------- | ----------------- | ------ | ------- |
| Saint-Étienne | SPAL              | 2 - 1  | 4 - 0   |
| Sedan         | Lanerossi Vicenza | 3 - 1  | 2 - 1   |
| Nancy         | Atalanta          | 1 - 2  | 0 - 2   |
| Milan         | Nîmes             | 0 - 0  | 0 - 2   |
| Padova        | Rouen             | 2 - 1  | 2 - 0   |
| Montpellier   | Venezia           | 3 - 3  | 0 - 2   |
| Strasburgo    | Prato             | 1 - 2  | 1 - 3   |
| Mantova       | Metz              | 2 - 0  | 1 - 3   |
| Como          | Sochaux           | 2 - 0  | 2 - 2   |
| Genoa         | Cannes            | 2 - 3  | 1 - 1   |

### Classifica finale per lega calcistica
| Nazione | V | P | S | GF | GS | PT |
| ------- | - | - | - | -- | -- | -- |
| Italia  | 9 | 4 | 7 | 31 | 29 | 22 |
| Francia | 7 | 4 | 9 | 29 | 31 | 18 |